# الفصل الثامن من ميثاق الأمم المتحدة
ميثاق الأمم المتحدة الفصل الثامـن: في التنظيمات الإقليمية

## المادة 52
1. ليس في هذا الميثاق ما يحول دون قيام تنظيمات أو وكالات إقليمية تعالج من الأمور المتعلقة بحفظ السلم والأمن الدولي ما يكون العمل الإقليمي صالحاً فيها ومناسباً ما دامت هذه التنظيمات أو الوكالات الإقليمية ونشاطها متلائمة مع مقاصد الأمم المتحدة ومبادئها.
2. يبذل أعضاء «الأمم المتحدة» الداخلون في مثل هذه التنظيمات أو الذين تتألف منهم تلك الوكالات كل جهدهم لتدبير الحل السلمي للمنازعات المحلية عن طريق هذه التنظيمات الإقليمية أو بواسطة هذه الوكالات وذلك قبل عرضها على مجلس الأمن.
3. على مجلس الأمن أن يشجع على الاستكثار من الحل السلمي لهذه المنازعات المحلية بطريق هذه التنظيمات الإقليمية أو بواسطة تلك الوكالات الإقليمية بطلب من الدول التي يعنيها الأمر أو بالإحالة عليها من جانب مجلس الأمن.

## المادة 53
1. يستخدم مجلس الأمن تلك التنظيمات والوكالات الإقليمية في أعمال القمع، كلما رأى ذلك ملائماً ويكون عملها حينئذ تحت مراقبته وإشرافه. أما التنظيمات والوكالات نفسها فإنه لا يجوز بمقتضاها أو على يدها القيام بأي عمل من أعمال القمع بغير إذن المجلس، ويستثنى مما تقدم التدابير التي تتخذ ضد أية دولة من دول الأعداء المعرّفة في الفقرة 2 من هذه المادة مما هو منصوص عليه في المادة 107 أو التدابير التي يكون المقصود بها في التنظيمات الإقليمية منع تجدد سياسة العدوان من جانب دولة من تلك الدول، وذلك إلى أن يحين الوقت الذي قد يعهد فيه إلى الهيئة، بناءً على طلب الحكومات ذات الشأن، بالمسؤولية عن منع كل عدوان آخر من جانب أية دولة من تلك الدول.

## المادة 54
يجب أن يكون مجلس الأمن على علم تام بما يجري من الأعمال لحفظ السلم والأمن الدولي بمقتضى تنظيمات أو بواسطة وكالات إقليمية أو ما يزمع إجراؤه منها.

## انظر ايضاً
| ميثاق الأمم المتحدة                                                              |
| -------------------------------------------------------------------------------- |
|                                                                                  |
| الفصل الأول في مقاصد الهيئة ومبادئها                                             |
| الفصل الثاني فـي العضوية                                                         |
| الفصل الثالث فـي فروع الهيئـة                                                    |
| الفصل الرابع في الجمعيـة العـامة                                                 |
| الفصل الخامس في مجلـس الأمـن                                                     |
| الفصل السادس في حل المنازعات حلاً سلمياً                                           |
| الفصل السابع فيما يتخذ من الأعمال في حالات تهديد السلم والإخلال به ووقوع العدوان |
| الفصل الثامن في التنظيمات الإقليمية                                              |
| الفصل التاسع في التعاون الدولي الاقتصادي والاجتماعي                              |
| الفصل العاشر المجلس الاقتصادي والاجتماعي                                         |
| الفصل الحادي عشر تصريح يتعلق بالأقاليم غير المتمتعة بالحكم الذاتي                |
| الفصل الثاني عشر في نظام الوصاية الدولي                                          |
| الفصل الثالث عشر في مجلس الوصاية                                                 |
| الفصل الرابع عشر في محكمة العدل الدولية                                          |
| الفصل الخامس عشر في الأمـانة                                                     |
| الفصل السادس عشر أحكـام متنوعـة                                                  |
| الفصل السابع عشر في تدابير حفظ الأمن في فترة الانتقال                            |
| الفصل الثامن عشر في تعديل الميثاق                                                |
| الفصل التاسع عشر في التصديق والتوقيع                                             |